# Mynes doryca
Mynes doryca är en fjärilsart som beskrevs av Butler 1873. Mynes doryca ingår i släktet Mynes och familjen praktfjärilar. Inga underarter finns listade i Catalogue of Life.